# Sgoth

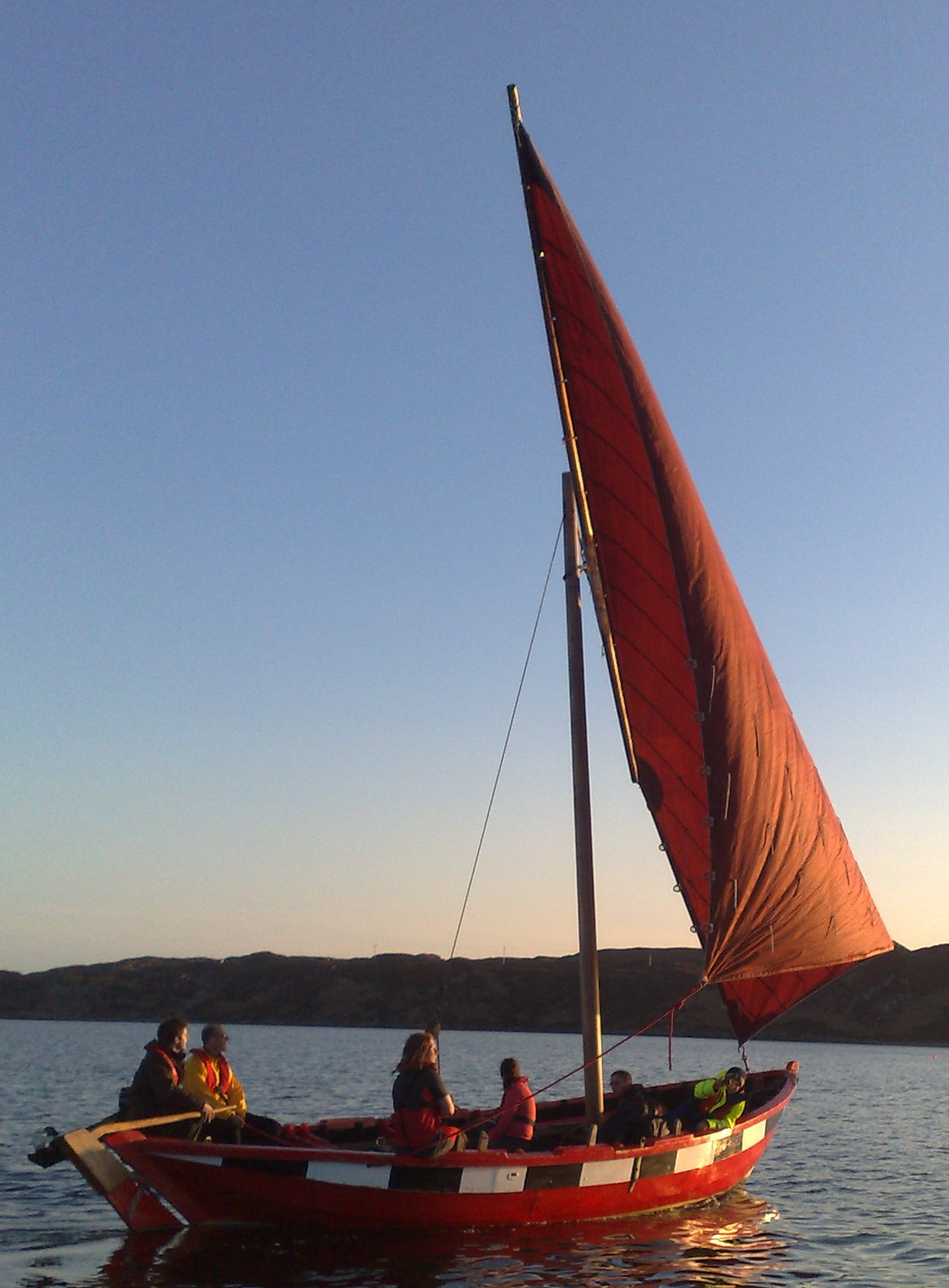
Le sgoth Jubilé sous voile.

Un Sgoth ou sgoth niseach est un type de barque de pêche traditionnelle écossaise, avec un bordage à clin, grée avec une voile au tiers.

## Historique
Construit principalement en sur les Îles Occidentales de l'Ecosse (Lewis). Les bateaux ont été utilisés comme des bateaux de pêche traditionnels, en particulier pour la pêche à la ligne, durant le XIXe siècle et jusqu'à la première moitié du XXe siècle. Il y a en plusieurs encore en activité comme le Jubilee.
Le gréement amovible d'un sgoth est inhabituel dans la mesure où la vergue (antenne) est plus longue que le mât. 
Les bateaux étaient lancé depuis la plage, quand ils étaient à flot, ils étaient lestés de pierres du rivage comme ballast ; au cours de la pêche, le ballast est remplacé au fur et à mesure par les prises de poissons. Avec la diminution de l’activité de pêche, le nombre de bateaux construit diminue, comme la taille des bateaux construit réduit, limitant l'activité de pêche aux eaux côtières.

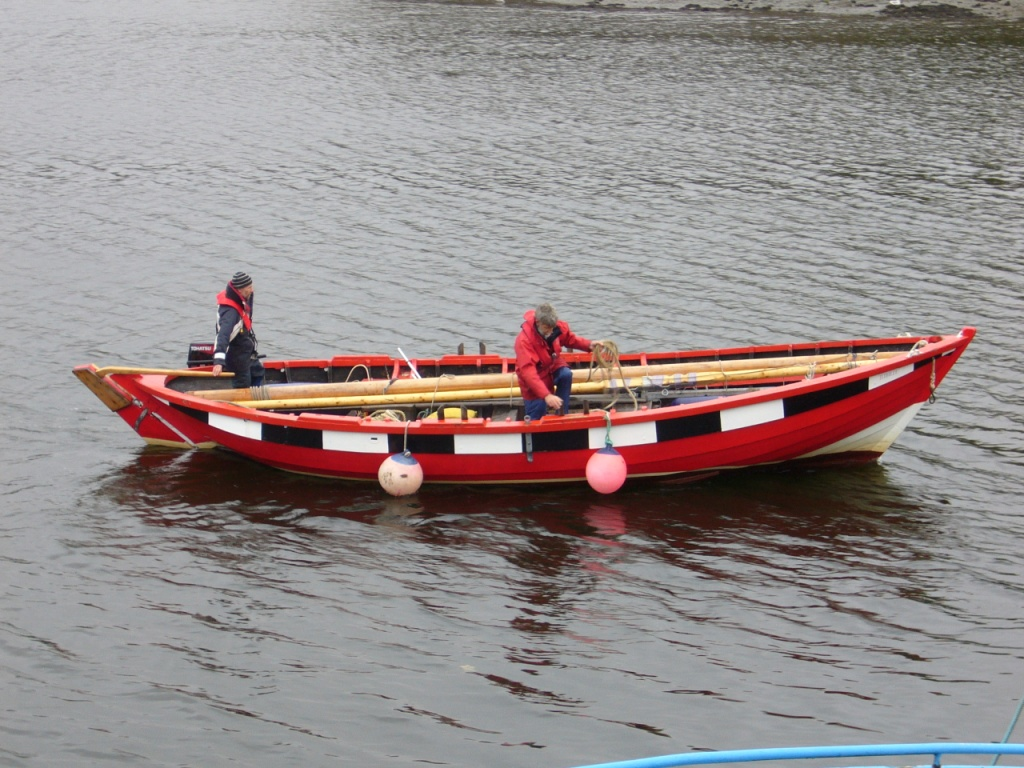
Le sgoth Jubilee mature démontée.